# Murutinga do Sul
Murutinga do Sul  é um município brasileiro do estado de São Paulo. Localiza-se a uma latitude 20º59'36" sul e a uma longitude 51º16'39" oeste, estando a uma altitude de 409 metros. De acordo com o Censo 2022 realizado pelo IBGE sua população era de 3 737 habitantes. Possui uma área de 248,278 km².

## História
Pelo Decreto-Lei nº 14.334 de 30 de novembro de 1944 o povoado de Murutinga foi elevado a distrito com o nome de Algodoal e território do distrito sede de Andradina e Guaraçaí, mas a mudança no nome não agradou os habitantes do novo distrito.
Pela Lei nº 2.456 de 30 de dezembro de 1953, o distrito de Algodoal foi elevado a município com o nome de Murutinga do Sul, desmembrado de Andradina. A instalação deu-se em 1º de janeiro de 1955. O primeiro prefeito foi Celso Justo.

## Geografia

### Demografia
Dados do Censo - 2000
População total: 3.971
- Urbana: 2.594
- Rural: 1.377
- Homens: 2.019
- Mulheres: 1.952

Densidade demográfica (hab./km²): 15,99
Mortalidade infantil até 1 ano (por mil): 13,20
Expectativa de vida (anos): 72,71
Taxa de fecundidade (filhos por mulher): 2,02
Taxa de alfabetização: 88,40%
Índice de Desenvolvimento Humano (IDH-M): 0,780
- IDH-M Renda: 0,679
- IDH-M Longevidade: 0,795
- IDH-M Educação: 0,865

(Fonte: IPEADATA)

### Hidrografia
- Rio Tietê
- Riberião dos Três Irmãos
- Ribeirão do Abrigo

### Rodovias
- Rodovia Marechal Rondon (SP-300)[6]

### Ferrovias
- Linha Tronco da Estrada de Ferro Noroeste do Brasil[7][8]

## Infraestrutura

### Comunicações
O sistema de telefones automáticos foi inaugurado na cidade em 1977 pela Telecomunicações de São Paulo (TELESP), que também implantou o sistema de discagem direta à distância (DDD) em 1989 com o código de área (0187). Anteriormente a cidade era atendida pela Companhia de Telecomunicações do Estado de São Paulo (COTESP).
Na década de 90 o código DDD da cidade foi alterado para (018), para padronização do sistema telefônico com a telefonia celular que estava sendo implantada em todo o estado.

### Educação
- Escola Estadual E.F.E.M. Padre Anchieta
- Escola Municipal E.M.E.I.E.F. Antonieta Bim Storti

## Religião
O Cristianismo se faz presente na cidade da seguinte forma:

### Igreja Católica
- A igreja faz parte da Diocese de Araçatuba.[13]

### Igrejas Evangélicas
- Assembleia de Deus Ministério do Belém.[14][15]
- Congregação Cristã no Brasil.[16]
- Igreja Batista